# 吉田真未
吉田 真未（よしだ まみ、1986年6月5日 - ）は、日本の元女子バレーボール選手。

## 来歴
福岡県京都郡犀川町（現・みやこ町犀川）出身。小学校2年生よりバレーボールを始める。博多女子高校を経て2005年、Vリーグ・パイオニアレッドウィングスに入団。翌年、2006-07プレミアリーグシーズン中盤からリベロのレギュラーに定着。
2010V・サマーリーグでは、主将を務めた。2011年6月よりチーム主将を務める。
2013年4月、全日本女子メンバーに初選出された。同年のモントルーバレーマスターズで国際大会デビューした。2013年度より再びチーム主将を務める。
2013年FIVBワールドグランプリのアルジェリア戦、カザフスタン戦でスタメン出場した。同年10月の第68回国民体育大会バレーボール競技で山形県12年ぶりの優勝に大きく貢献した。
2014年5月のパイオニア廃部に伴い、同年7月に現役を引退し、結婚を発表した。

## 球歴
- 全日本代表 - 2013年

## 所属チーム
- 犀川小（犀川ジュニア）
- 犀川中
- 博多女子高等学校
- パイオニアレッドウィングス（2005-2014年）